# Měřický náčrt
Měřický náčrt je náčrt, na který zaznamenává zeměměřič výsledky svých měření a šetření. Jsou jen přibližným obrazem menší části zemského povrchu. Je spolu se záznamem měřených hodnot úhlů, délek a převýšení základním zdrojem informací nezbytných pro vyhotovení předem určeného druhu geodetické dokumentace. Za geodetickou dokumentaci se považuje např. geometrický plán, protokol o vytyčení nebo dokumentace skutečného provedení stavby. Je vytvořený na podkladě náčrtu zjišťování průběhu hranic, který je zvětšenou kopií stávající katastrální mapy.
Důležité je, aby bylo možné zapsat a zobrazit v náčrtu všechny potřebné údaje. Obsahují grafické a někdy také číselné vyjádření výsledků podrobného měření polohopisu.  
Měřický náčrt zahrnuje:
- Seznam souřadnic daných bodů
- Zápisník podrobných měření
- Všechny výsledky podrobného měření, které slouží k výpočtu souřadnic podrobných bodů a k jeho kontrole, k popisu mapy, k sestavené písemného operátu evidence nemovitostí a další.

## Druhy měřických náčrtů
a)      Rámové

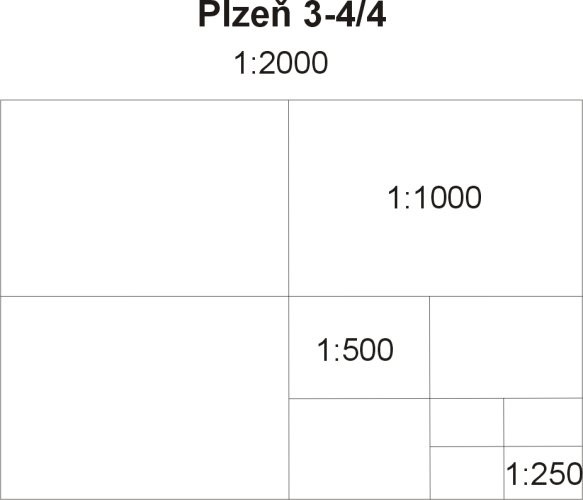
Rámový měřický náčrt

Vznikají postupným dělením mapového listu rovnoběžkami se sekčními čárami na čtvrtiny nebo šestnáctiny plochy listu až k vhodnému měřítku podle potřeby zobrazovaných podrobností. Náčrty se orientuje většinou k severu a zobrazení je souvislé.
b)      Blokové
Ohraničují se uličními čarami, vlastnickými nebo užívacími hranicemi nebo měřickými přímkami tak, aby zobrazovaly ucelenou skupinu pozemků (např. blok domu nebo jeho část). Blokové čáry se orientují přibližně k severu a zobrazení je ostrůvkovité.
c)      Kódové

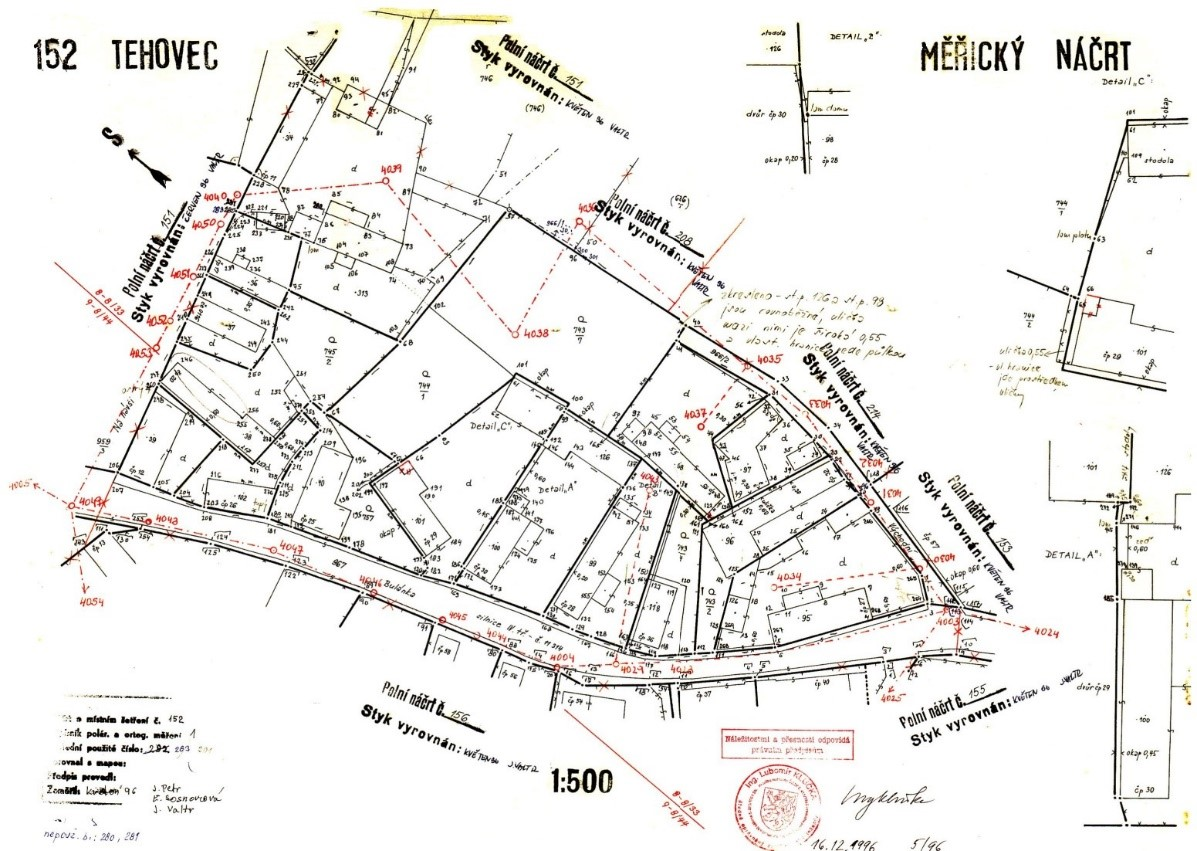
Blokový měřický náčrt

Při tomto postupu se v průběhu měření u bodů zadávají krátké, většinou znakové kódy, které určují, co který bod znamená. Po načtení seznamu souřadnic s kódy může vzniknout podstatná část kresby, v grafickém prostředí se doplní části, které nelze nakódovat nebo které by se kódovaly obtížně. 
Kódové měřické náčrty mají různé úrovně kódování:
- Kódování v terénu vyžaduje určitou představivost.
- Pouze bodové objekty, u kterých se kódují jen bodové objekty, které se v mapě zobrazují jako značky. Jsou to např. strom, šachty apod.
- U bodových a liniových objektů bez spojování se kódují pouze bodové objekty.
- U bodů liniových objektů se zadávají pouze kódy bez určení počátku linie.
- V případě jednoduché kresby se kódují bodové i liniové objekty. Vznikne tím jednoduchá kresba se značkami a spojnicemi mezi body.
- U pokročilé stavby se kromě základních kódů určujících typ objektu zadávají řídící kódy, které ovlivňují způsob vykreslení.

## Zjišťování průběhu hranic
Podrobnému měření předchází zjišťování průběhu hranic. Zjišťování průběhu hranic projednává komise. Komise je složená z předsedy, ze zástupců obce a orgánů zemědělského a lesního půdního fondu. Ke zjišťování průběhu hranic se předem přizvou vlastníci, kteří se dotýkají obvodu pozemkové úpravy. Tito vlastníci vždy obdrží pozvánku týden předem. O výsledku zjišťování průběhu hranic sepíše komise protokol. 
Jestliže lomové body odpovídají zobrazení v katastrální mapě, značí se červenou barvou, pokud však nesouhlasí s katastrální mapou, označí se mapovou značkou sporné hranice. Vlastnické hranice se v náčrtu značí černou tlustou čárou.  
a)      Hranice se rozlišují na:
- Hranice vlastnické
- Hranice druhů pozemků, kde patří vnější obvody budov a způsob využití nemovitosti
- Hranice katastrálního území a hranice správní jednotky

b)      Komise prověřuje:
- Jméno a adresu trvalého bydliště vlastníka

- IČO, RČ fyzické osoby

- Druh pozemku

- Způsob využití nemovitosti

- Popisné nebo evidenční číslo budovy

- Místní a pomístní název

- Další prvky polohopisu

c)       Náčrt zjišťování průběhu hranic
Podkladem jsou kvalitní zvětšeniny katastrální mapy nebo grafického přehledu parcel ve zjednodušené evidenci. Používá se vhodné měřítko 1:1000 až 1:2000. Číslování probíhá v rámci jednotlivých katastrálních území.
d)      V náčrtu se trvalým způsobem uvádí:
- Černě se zobrazuje název katastrálního území, číslo náčrtu, číslo popisné, číslo evidenční, čísla sousedních náčrtů, název sousedního území a orientace náčrtu k severu.
- Šedě se znázorňuje obsah katastrální mapy.
- Zeleně jsou vyznačené parcely ve zjednodušené evidenci.

Náčrty se při dolním okraji doplní datem, podpisy členů komise a otiskem kulatého razítka katastrálního úřadu.

## Podrobné měření polohopisu
a)      Měřítko měřických náčrtů
- Pro intravilán, což jsou části území obce, v níž je soustředěna zástavba se zpravidla užívá měřítko 1:500 až 1:1000
- Pro extravilán, který představuje část území nacházející se mimo intravilán, se používají měřítka 1:1000 až 1:5000[2]

b)      Podklad a rozměry měřických náčrtů
Zpravidla jej tvoří náčrty o místních šetřeních nebo jejich kopie. Kopie se vyhotoví reprografickou technikou, jelikož musí být trvanlivé a necitlivé na světlo. Do náčrtu se zakreslují rámy mapových listů, které doplní jejich čísla. Zobrazují se body polohového bodového pole, uvedou se jejich čísla a dále se uvedou okrajové údaje. Rozměry měřických náčrtů při mapování v měřítku 1 : 2000 a větším jsou obvykle 353 X 500 mm (formát B3), při mapování v měřítku 1 : 5000 jsou rozměry 297 X 420 mm (formát A3).
c)      Číslování a přehled měřických náčrtů
Při tvorbě Základní mapy ČR velkého měřítka se měřické náčrty číslují. V případě podrobného měření polohopisu číslování měřických náčrtů navazuje v rámci jednotlivých katastrálních území na další volná čísla záznamů podrobného měření změn. Číslují se v rámci katastrálního území od 1.
d)      Vedení měřického náčrtu
Většinou se vyhotovuje doplněním připravených kopií náčrtů místního šetření, které obsahuje zákres měřické sítě a předmětů měření. Dále zahrnuje čísla bodů měřické sítě, popisná čísla domů, parcelní čísla atd. Může obsahovat i záznamy o způsobu měření podrobných bodů. 
e)      Význam hlavních prvků měřického náčrtu
- Červené křížky na hranicích parcel vymezují obvod měřického náčrtu.
- Souvislá krátká červená čára znázorňuje rozhraní mapových listů.
- Zápis čísel bodů bodového pole obsahuje body základního polohového bodového pole a zhušťovací body úplným číslem bodu nebo jen vlastním číslem a v závorce s číslem evidenční jednotky. Ostatní body PPBP svým číslem, úplně číslo se zapíše jen u bodů číslovaných v jiném katastrálním území.
- Černá čísla u lomových bodů kresby jsou čísla podrobných bodů.
- Podtržené číslo podrobného bodu znázorňuje kontrolní bod, což je bod zaměřený kontrolně ze dvou nebo více stanovisek.
- Tlusté plné černé čáry znázorňují vlastnické hranice parcel.
- Slabými plnými černými čárami se zakreslují hranice parcel.
- Slabé plné černé čáry doplněné slučkou (příslušnost dvou nebo více uzavřených obrazců na mapě k témuž parcelnímu číslu) znázorňují vnitřní hranice parcel.
- Čerchované čáry zobrazují hranic parcel evidovaných ve zjednodušené evidenci nebo hranice, která je v terénu neznatelná a nezaměřená.
- Symboly na hranicích parcel rozlišují typ plotu, např. dřevěný, drátěný apod.
- Černým číslem uvnitř parcely se zapisují parcelní čísla.
- Tečka před parcelním číslem označuje stavební parcelu při číslování ve dvou číselných řadách. V digitální katastrální mapě se tečka nevyznačuje, rozlišení se provádí volnou při zápisu parcelního čísla do vrstvy.[3]

Chybné údaje se na měřickém náčrtu nepřepisují, ale škrtají. 
f)      Zápis číselných bodů v měřickém náčrtu
Způsob zaměření podrobných bodů se v náčrtu běžně nevyznačuje. Doporučuje se vyznačovat zaměření pomocí polární kolmice a zaměření na volnou měřickou přímku. 

## Výškopisný měřický náčrt
a)      Podklad
Podkladem je kopie měřického náčrtu polohopisu nebo do příslušného měřítka zvětšený daný polohopisný podklad. V případě, že neexistuje podklad, zakreslí se náčrt na prázdný list.
b)      Obsah měřického náčrtu
Při mapování pravidelného jednoduchého i nepravidelného členitého terénu obsahuje zákres hřbetnice, údolnice, tvarové čáry kup, sedla a soustavu horizontál. Obsahuje také síť stanovisek, podrobné výškové body, profily atd. Podrobné výškové body se v náčrtu značí ležatým křížkem a příslušným číslem. Příčné profily se znázorňují dvojitou čarou, číslem profilu a číslem prvního a posledního podrobného bodu. Kromě konstrukčních údajů obsahuje výškopisný měřický náčrt popisné údaje, např. název katastrálního území, směr k severu, měřítko atd. Při měření v nepravidelném terénu obsahuje náčrt další tvarové čáry, např. tvarové čáry, spočinek, výčnělky atd. Většinu obsahu je vhodné předkreslit při rekognoskaci před měřením na stanovisku.
c)      Práce zeměměřiče
Skládá se z několika důležitých činností probíhajících téměř současně. Je nezbytné porovnat kresbu polohopisného podkladu se skutečností. Nutností je sledovat průběh terénní plochy, navádět měřické pomocníky na body a kontrolovat jejich číslování bodů se zápisníkem. Podrobné výškové body se v náčrtu značí ležatým křížkem. 
d)      Kresba v měřickém náčrtu
- Průběh čar terénní kostry a průběh horizontál se zakresluje hnědou barvou.
- Příčné profily se značí dvojitou čárou. Značení je rozdílné v tachymetrii, kde se značí profily hnědě a při plošné nivelaci, kde se značí modře.
- Strany polygonových pořadů nezobrazených v polohopisném podkladu se zakreslují střídavou čárou, rajony a měřické přímky červenou čárou.
- Na levém dolním rohu se vždy uvede číslo zápisníku a poslední použité číslo podrobného bodu.[6]